# William Lister
William Lister (1882 – 1900) è stato un pallanuotista britannico.

## Carriera
Lister è accreditato dal CIO come vincitore del torneo di pallanuoto ai Giochi della II Olimpiade con l'Osborne Swimming Club #1, in rappresentanza della Gran Bretagna. La squadra britannica prevalse nettamente su tutte le altre squadre, terminando il torneo imbattuta e con ventinove reti realizzate in tre partite, subendone solo tre. Caddero sotto la potenza bretone i francesi del Tritons Lillois, battuti 12-0, i francesi dei Pupilles de Neptune de Lille #2, per 10-1, e i belgi del Brussels Swimming and Water Polo Club, battuti in finale per 7-2. Tuttavia molto probabilmente morì due settimane prima dell'inizio dei Giochi di febbre tifoide durante la guerra anglo-boera.

## Palmarès
- Oro ai Giochi olimpici di Parigi 1900